# Stowarzyszenie Rodzina Polska
Stowarzyszenie „Rodzina Polska” – stowarzyszenie katolickie startujące w wyborach samorządowych w 1998 roku, którego przywódcą był prof. Piotr Jaroszyński. 
Stowarzyszenie „Rodzina Polska” uzyskało w wyborach samorządowych 1998 roku 151 mandatów radnych (1 radny wojewódzki, 14 radnych powiatowych i 136 radnych gminnych).